# 龐宏
庞宏，字巨师，襄阳人，三国蜀汉名臣庞统之子。《三国志》说他“刚简有臧否，轻傲尚书令陳祗，为祗所抑，卒於涪陵太守”。

## 資料來源
《三国志·蜀书·庞统法正传》